# IC 1179
IC 1179 (również PGC 57053) – galaktyka spiralna znajdująca się w konstelacji Herkulesa. Została odkryta 27 czerwca 1886 roku przez Lewisa Swifta. Znajduje się w odległości około 450 milionów lat świetlnych od Ziemi. Należy do gromady galaktyk w Herkulesie.
IC 1179 znajduje się w trakcie zderzenia z galaktyką NGC 6050. Para ta została skatalogowana przez Haltona Arpa w jego katalogu pod numerem 272. Niektóre źródła sugerują, żeby obie te galaktyki traktować jako obiekt NGC 6050 (oraz IC 1179), gdyż jest mało prawdopodobne, by Swift w swoim 16-calowym teleskopie widział je jako oddzielne obiekty.
W galaktyce tej zaobserwowano supernową SN 2006cd.